# 음력 6월 19일
음력 6월 19일은 음력 6월의 19번째 날이다.

## 문화
- 2001년 - 부산 도시철도 2호선 서면 ~ 금련산 구간 개통.

## 탄생
- 1972년 - 대한민국의 가수 김돈규.
- 1985년 -
  - 대한민국의 배우 신소율.
  - 대한민국의 개그우먼 천수정.
- 1990년 - 대한민국의 배우 강별.
- 1991년 - 대한민국의 가수 벤.
- 1999년 - 대한민국의 가수 홍주찬 대한민국의 보이그룹 (골든차일드).

## 같이 보기
- 음력 360일: 1월 2월 3월 4월 5월 6월 7월 8월 9월 10월 11월 12월
- 전날:6월 18일 다음날:6월 20일 - 전달:5월 19일 다음달:7월 19일
- 양력:6월 19일
- 음력, 윤달